# Bell Point
Der Bell Point ist eine felsige Landspitze auf King George Island im Archipel der Südlichen Shetlandinseln. Er liegt 10 km südwestlich des Stigant Point nahe dem westlichen Ende der Insel.
Kartiert und als Rocky Point benannt wurde die Landspitze 1935 von Teilnehmern der britischen Discovery Investigations. Um Verwechslungen mit anderen Formationen dieses Namens zu vermeiden, benannte das UK Antarctic Place-Names Committee im Jahr 1960 das Kap nach Dennis R. Bell (1934–1959), ab 1958 Assistenzmeteorologe des Falkland Islands Dependencies Survey in der Admiralty Bay, der am 26. Juli 1959 bei einem Sturz in eine Gletscherspalte ums Leben gekommen war. Bells sterbliche Überreste wurden erst im Januar 2025 durch ein polnisches Forscherteam gefunden.
Polnische Wissenschaftler entdeckten 1980 anhand des Gletscherrückzugs in diesem Gebiet, dass es sich bei der Landspitze offenbar um eine Insel handelt, die sie als polnisch Wyspa Bella bzw. englisch Bell Island benannten.